# Población biológica

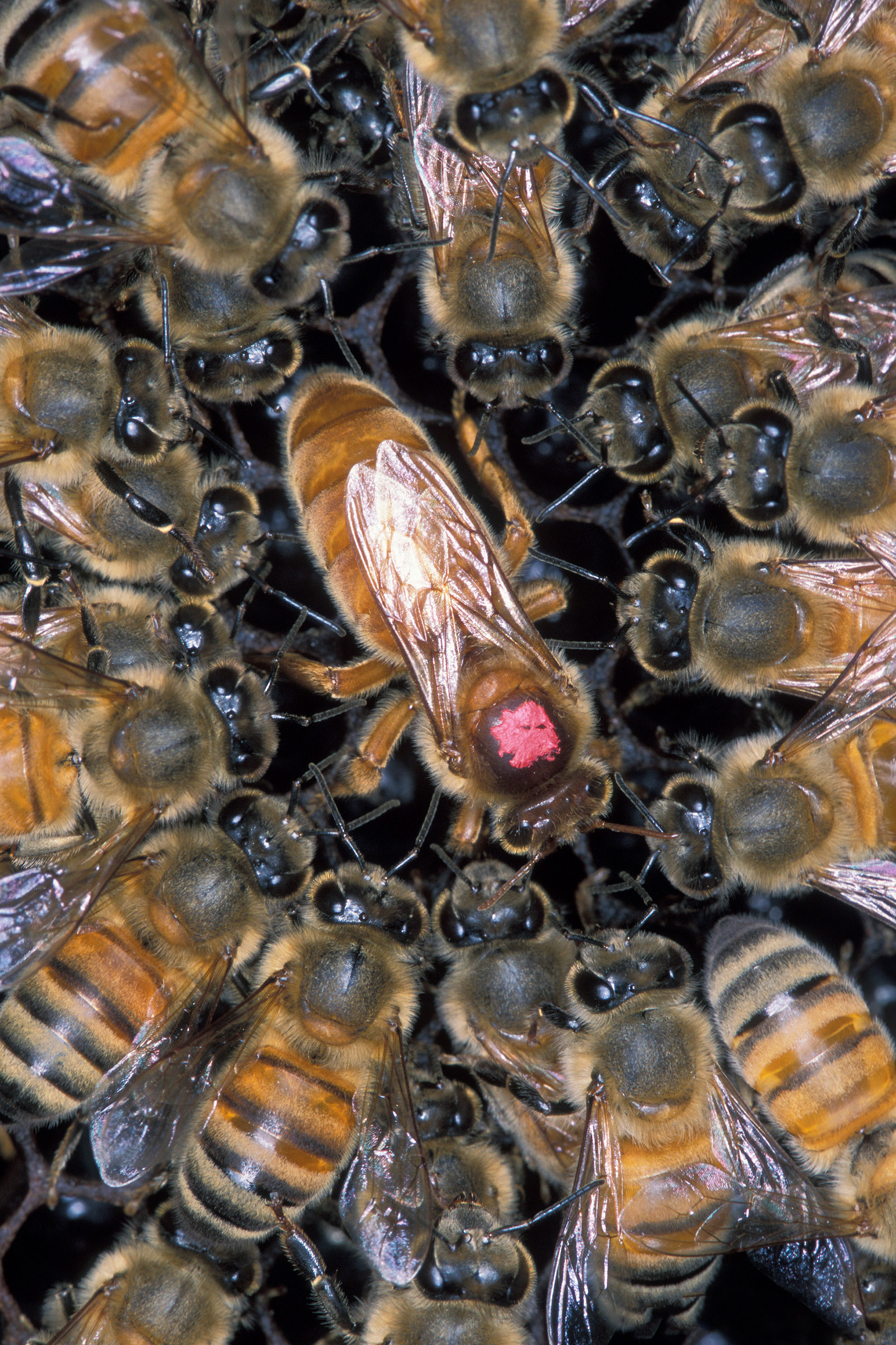
Las colmenas de abejas Apis mellifera son una población, al estar compuestas por miembros de la misma especie

Población biológica es un conjunto de organismos o individuos de la misma especie que conviven en un mismo espacio y tiempo, y que comparten ciertas propiedades biológicas, las cuales producen una alta cohesión reproductiva y ecológica del grupo.
En biología, un sentido especial de la población, empleado en genética y evolución, es para llamar a un grupo reproductivo cuyos individuos se cruzan únicamente entre sí, aunque biológicamente les fuera posible reproducirse también con todos los demás miembros de la especie o subespecie. Las principales causas por las que resultan delimitadas las poblaciones son el aislamiento físico y las diferencias del comportamiento.
La llamada biología de poblaciones puede definirse como aquella disciplina cuyo objeto es el análisis de las poblaciones en cuanto a sus atributos biológicos y a las interacciones entre sus miembros y con el medio circundante.
En ecología, un conjunto de poblaciones locales parcialmente aisladas entre sí se llama metapoblación.
En ocasiones, el concepto de población biológica es denominado con los términos "demo" o "deme" (del griego δεμοσ -"pueblo"). Véase también clina.

## Tipos de población
Según las relaciones que se pueden dar entre los individuos que conforman las poblaciones, pueden clasificarse en varios tipos.

### Poblaciones familiares
Son aquellas en que la unión entre los individuos que la componen se da por el parentesco entre ellos. en otras palabras todos son familia ejemplo: Manada de leones.

### Poblaciones gregarias
Son aquellas formadas por transporte pasivo o por la movilización de individuos no necesariamente emparentados entre sí. Ejemplo de esto son los bancos de peces (sardinas, atún), las bandadas de aves migratorias (gansos canadienses, golondrinas), manadas de mamíferos (renos, ñúes) e insectos (langostas, mariposas monarca).
Este vínculo no siempre es permanente y se produce con un solo fin, como puede ser la migración, la defensa mutua o la búsqueda de alimento.

### Poblaciones estatales
Son aquellas que se caracterizan por la división y especialización del trabajo entre sus miembros y que les hace imposible la vida en forma aislada. Ejemplo de esto son los insectos sociales como las abejas, termitas y hormigas, etc.

### Poblaciones coloniales
Es aquella agrupación de individuos procedentes de uno primitivo, al que normalmente se encuentra unido. Ejemplo de esto son las medusas y los corales.

## Características  de las poblaciones
Existen ciertos atributos propios de los organismos en su organización en poblaciones, que no se presentan en cada uno de los individuos aislados. Estas características o propiedades permiten definir a las distintas poblaciones.

### Potencial biótico
Se refiere a la máxima capacidad que poseen los individuos de una población para reproducirse en condiciones óptimas. Este factor es inherente a la especie y representa la capacidad máxima reproductiva de las hembras contando con una óptima disponibilidad de recursos.

### Resistencia ambiental
Se refiere al conjunto de factores que impiden a una población alcanzar el potencial biótico. Estos factores pueden ser tanto bióticos como abióticos y regulan la capacidad reproductiva de una población de manera limitante. Estos factores pueden representar tanto recursos (como agua, refugio, alimento) como la interacción con otras poblaciones (ver nicho ecológico).

### Patrones de crecimiento
Se refiere al tipo de gráfica que representa la tasa de crecimiento de una población. Así podemos encontrar curvas con crecimiento sigmoideo, exponencial o decreciente, determinadas tanto por el potencial biótico en su interacción con la resistencia ambiental, como con la capacidad de carga que representa la cantidad promedio de individuos que coexisten cuando la curva de crecimiento se encuentra en la fase de equilibrio. También se define capacidad de carga como el número máximo de individuos que un medio determinado puede soportar. El desarrollo de esta curva posee diferentes etapas, siendo representada en número de individuos por unidad de tiempo y, con respecto a los ciclos biológicos característicos de cada especie, diferentes etapas, a saber:
- fase lenta o fase larga
- fase logarítmica o logs
- fase estable o de equilibrio

### Tasas de natalidad y mortalidad
Estas tasas están determinadas tanto por la especie (característica específica) como por las condiciones del medio (resistencia ambiental, capacidad de carga) y representan la cantidad de individuos que nacen por unidad de tiempo y la cantidad que muere por unidad de tiempo, respectivamente. Estos valores a su vez distinguen un tercer concepto, el de densidad poblacional que representa la cantidad de individuos que coexisten por unidad de superficie, factor indicador de la disponibilidad geográfica de los recursos. El desarrollo de las distintas condiciones del medio determinará una configuración espacial heterogénea en donde encontraremos "parches" poblacionales más densos en lugares de alta disponibilidad de recursos y menos densos en zonas más apartadas de los mismos. Esta configuración es dinámica. Por otro lado, como la población también es dinámica, su composición quedará definida también por la emigración e inmigración de individuos, factor que no es inherente a la población en cuestión.